# Dagmar Garbe
Dagmar Garbe (* 1952 in Hannover; † 9. Juni 2012 in Grebenstein) war eine deutsche Schriftstellerin und Bildende Künstlerin.

## Wirken
Dagmar Garbe veröffentlichte dreizehn Bücher und rund 30 Kurzprosatexte (biographische und „schwarze“ Geschichten über Frauen) in Literaturzeitschriften (Podium, „Ort der Augen“, „Freiberger Hefte“), Anthologien und literarischen Internet-Portalen. Neben Herausgaben von zwei Heyne-Mini-Büchern umfasst ihr Werk Bilder-, Kinder- und Jugendbücher, rund 30 Mini-Krimis zum Mitraten in „Domino – Radio für Kinder“ des Hessischen Rundfunks hr2 (zusammen mit ihrem Mann, dem Schriftsteller Burckhard Garbe), zwei Buchkrimis für Kinder aus ihrer Serie „Die Clique vom Beußelhof“ und eine sechsteilige Gute-Nacht-Geschichte „Tinka und Bella Malsomalso“ in der rbb-Serie Ohrenbär – Radiogeschichten für kleine Leute (gelesen von Katharina Thalbach). Als Schreiblehrerin führte sie zehn Jahre eine Gruppe der „Generationenverbindenden Schreibwerkstatt der Ev. Akademie Rostock“ sowie mehrere Jahre eine Grundschul-Schreib-AG (beides mit ihrem Mann). Ebenfalls gemeinsam (zentrale Jury-Arbeit) initiierten sie 2002 den Literatur-Nachwuchs-Preis Holzhäuser Heckethaler, seit 2012 auch „Nordhessischer Literaturpreis“ genannt, der seitdem jährlich vergeben wurde. Zu zweit gestalteten sie „Literarische Menüs“ in Restaurants. Ab 2005 gab es Ausstellungen ihrer Digitalen Fotokunst „JULDA DigArt“ in mehreren Städten. Dagmar Garbe war Mitglied im bundesweiten Friedrich-Bödecker-Kreis sowie im Autorenkreis Plesse, Bovenden bei Göttingen.
Sie arbeitete ab 2011 in der Stadtbücherei Holzhausen.
Dagmar Garbe lebte mit ihrem Mann Burckhard in Immenhausen-Holzhausen, danach ab Oktober 2011 in Grebenstein, wo sie am 9. Juni 2012 im Alter von 59 Jahren starb.

## Preise und Auszeichnungen
- 1997: Haidhäuser Werkstattpreis Prosa des Literaturbüros München
- 1998: Gewinn des „1. Ostfriesischen Poetry-Slam“ in Aurich bei den 35. „Literaturtagen des VS Niedersachsen/Bremen“[2]
- 1999: Stipendium der Filmstiftung Nordrhein-Westfalen „Hörspielseminar“ im Digital Classroom (DC)
- 2002: „hr3 Bilderbogen“ brachte ein Porträt vom Autorenpaar Dagmar und Burckhard Garbe
- 2011: „Bürgerpreis 2010“ des CDU-Stadtverbands Immenhausen[1]
- 2011: „Goldene Ehrennadel“ der Stadt Immenhausen (beides mit ihrem Mann Burckhard Garbe)[1]

## Werke
- 1997: KarlaGeschichten, Privatdruck
- 1997: Lukullisches aus der Zeit Wilhelm Buschs, Privatdruck (Vorwort Burckhard Garbe)
- 1998: Die Schnitzerin, Privatdruck
- 1999: Die Clique vom Beußelhof, Bd. 1: Spurlos verschwunden, Verlag Ritschel / Gladenbach
- 2000: Die Clique vom Beußelhof, Bd. 2: Der Schreckensritt, Verlag Ritschel / Gladenbach
- 2001: Tinka und Bella Malsomalso, bei Ohrenbär – Radiogeschichten für kleine Leute (SFB/rbb, NDR, WDR, Wiederholungen 2006 und 2014)
- 2002 Guten Morgen, Zuckermaus – Geschenkgedichte, Morgengrüße, Verlag Wilhelm Heyne / München, Reihe HEYNE MINI
- 2002 Nachruf auf 4 Beine, Verlag Wilhelm Heyne / München, Reihe HEYNE MINI
- 2004: (Mhg.in) Holzhäuser Heckethaler – Die besten Geschichten 2002–03, Prolibris Verlag / Kassel
- 2004: Ein Papa für Ilja Igel, Verlag Bohem Press / Zürich (deutsch, französisch, italienisch, koreanisch)[6]
- 2004: Richy Runaway, Verlag Ueberreuter / Wien
- 2007: (Mhg.in) Holzhäuser Heckethaler – Die besten Geschichten 2004–06, Prolibris Verlag / Kassel
- 2012/18 Du lockst mit ungeheurer Schönheit ins Licht. Nahtod-Gedichte und Digitale Fotokunst (+). Hg. Burckhard Garbe, Privatdruck.
- 1997/2019: KarlaGeschichten. Die Schnitzerin. Hg. Burckhard Garbe. Verlag epubli / Berlin. ISBN 978-3-7485-0824-3.